# Salvelinus alpinus
Il salmerino alpino (Salvelinus alpinus), conosciuto anche come salmerino artico, è un pesce appartenente alla famiglia Salmonidae ed all'ordine Salmoniformes.

## Distribuzione e habitat
Si hanno due gruppi di popolazioni: anadrome e stanziali.
Le forme migratrici anadrome sono diffuse in tutto l'Oceano Atlantico settentrionale fino alla Norvegia, all'Islanda ed alla Groenlandia, mentre le forme dulcacquicole (considerate relitti dell'epoca glaciale) sono diffuse, tra l'altro, in Scozia, Irlanda, Scandinavia e nelle Alpi.
È assai diffuso nell'arco alpino settentrionale, mentre sul versante italiano è stato presumibilmente introdotto in Trentino a partire dal XV secolo, e successivamente immesso anche in Lombardia (Valtellina ed in Alta Valtrompia), nel Lago Maggiore, nel Lago di Como ed in numerosi laghetti d'altura ad altitudini fino ai 2600 m. Si trova anche, più raramente, nei torrenti e nei fiumi di montagna.

## Descrizione
È molto simile alla trota comune, ma ha alcuni inconfondibili segni di riconoscimento, soprattutto per quanto riguarda la livrea:
- pinne ventrali, pettorali ed anale con bordo anteriore di color bianco vivo;
- dorso verde oliva con macchie più chiare (nelle trote delle varie specie le macchie sono più scure);
- durante il periodo riproduttivo il maschio ha tutte le pinne inferiori ed il ventre di color rosso sangue.

## Riproduzione

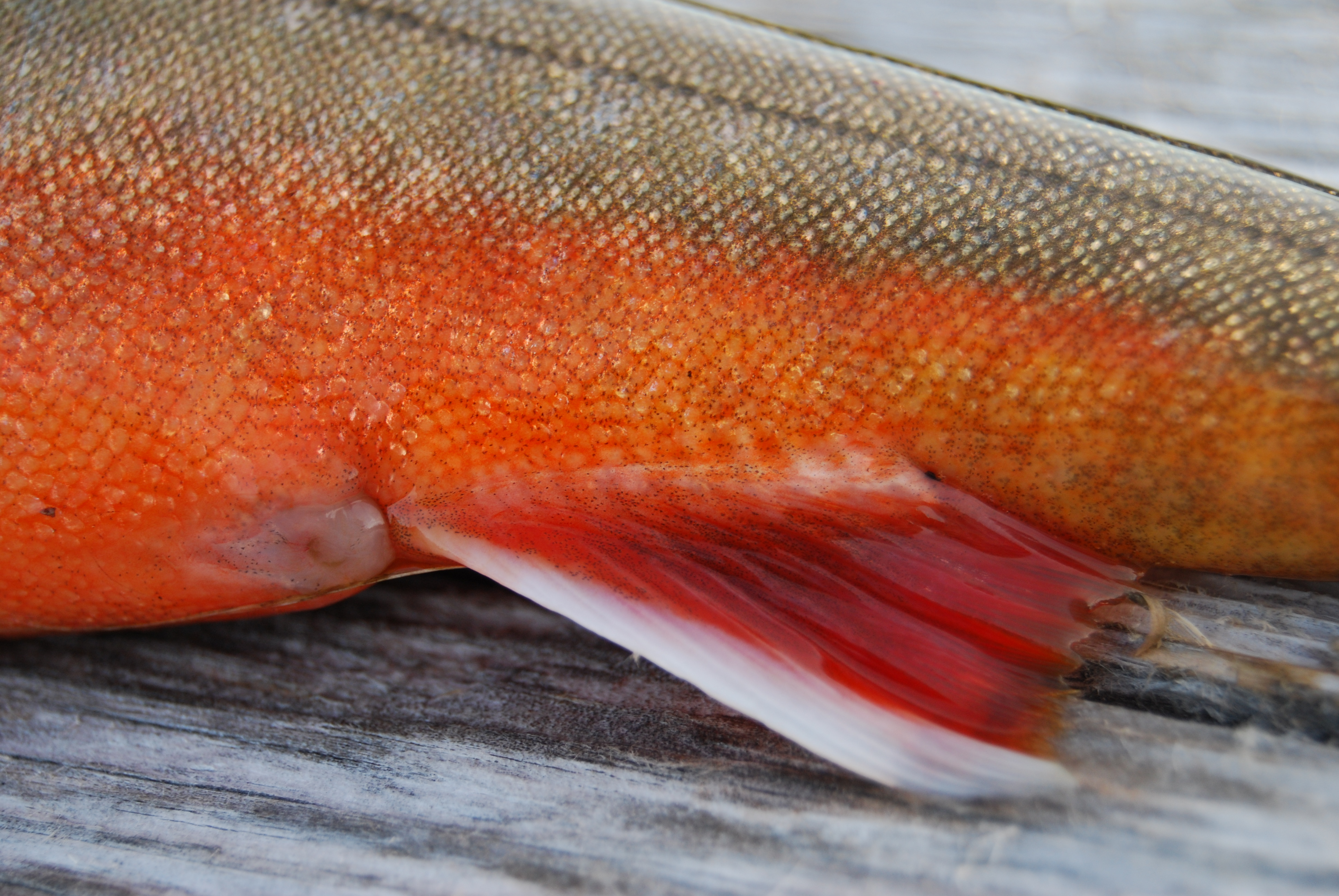
Parti ventrali di un
maschio in periodo di fregola

Avviene in inverno tra novembre e gennaio, in profondi fondali con substrato sabbioso o ghiaioso. Le uova schiuderanno in maggio-giugno.

## Alimentazione
Il salmerino alpino è un grande predatore: si nutre di pesci (soprattutto sanguinerole), insetti e loro larve, crostacei e invertebrati.

## Pesca
Simile a quella della trota. Anche le carni sono simili, ma spesso maggiormente apprezzate (specie sui laghi).

## Tassonomia
Secondo una parte della comunità ittiologica il binomio S. alpinus è da impiegarsi solo per le popolazioni di Islanda, Norvegia, Russia settentrionale e in genere per l'area artica e subartica. Le popolazioni dell'area alpina e tutte quelle italiane apparterrebbero, secondo questa teoria, alla specie Salvelinus umbla (Linnaeus 1758). S. alpinus dunque, a dispetto del nome, sarebbe del tutto assente dalle Alpi.

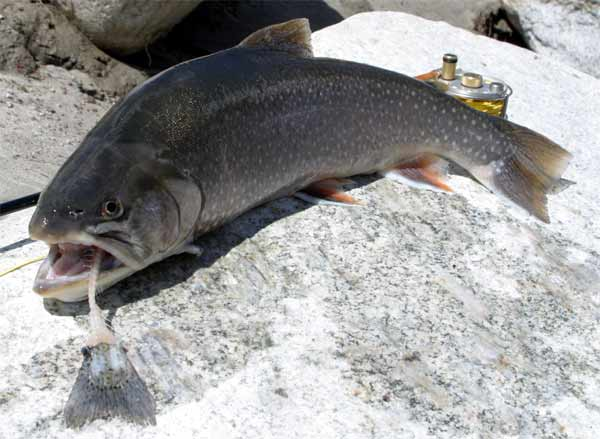
Salvelinus umbla